# Chrysobothris lineatipennis
Chrysobothris lineatipennis är en skalbaggsart som beskrevs av Van Dyke 1916. Chrysobothris lineatipennis ingår i släktet Chrysobothris och familjen praktbaggar. Inga underarter finns listade i Catalogue of Life.